# Изенталь
Изенталь (нем. Isenthal) — коммуна в Швейцарии, в кантоне Ури.
Население составляет 534 человека (на 31 декабря 2006 года). Официальный код — 1211.